# ビバ!!GS野郎
ビバ!!GS野郎（ビバ・ジーエスやろう）は、東名阪ネット6で放送されていた映画「GSワンダーランド」のスピンオフドラマである。

## 概要
「ザ・タイツメン」の影武者として活動している「ザ・フレッシュ・フォー」を通してグループ・サウンズの知識などを紹介していくショートドラマ。「ザ・フレッシュ・フォー」は普段工事現場に住込で働いている。

## 出演者
- 温水洋一 - 大河内宗雄
- 緋田康人 - 五味渕勝彦
- 村松利史 - 佐分利徳次郎
- 大堀こういち - 団弦太

## 放送局・放送日時
- テレビ神奈川（tvk）
2008年10月10日 - 12月12日：24:00 - 24:05
- テレビ埼玉（テレ玉）
2008年10月15日 - 11月12日：22:20 - 22:30
- 千葉テレビ放送（チバテレビ）
2008年11月10日 - 11月14日：18:20 - 18:30
- 三重テレビ放送（三重テレビ）
2008年10月10日、11日、13日：16:55 - 17:00
2008年10月15日：21:50 - 21:55
2008年11月5日 - 11月19日：23:15 - 23:25
- サンテレビジョン
2008年11月2日：22:00 - 22:30
- 京都放送（KBS京都）
2008年11月9日：11:00 - 11:30